# ギリラジ・マニ・ポカレル
ギリラジ・マニ・ポカレル（英: Giriraj Mani Pokharel）はネパールの政治家。プラチャンダ内閣の保健・人口大臣。人民戦線ネパール（アミック・シェルチャン派）副議長。G.P.コイララ内閣でも保健大臣を務めている。2008年4月10日の制憲議会選挙ではマホッタリ郡第1区で当選している。